# Kortessem
Kortessem (Limburgheză: Kotsoeve) este o comună din regiunea Flandra din Belgia. Comuna este formată din localitățile Kortessem, Wintershoven, Guigoven, Vliermaal, Vliermaalroot și Zammelen. Suprafața totală a comunei este de 33,90 km². La 1 ianuarie 2008 comuna avea o populație totală de 8.151 locuitori. 
1. ↑  Crossroad Bank of Enterprises, accesat în 17 iulie 2023